# Le cronache di Nanaria
Le Cronache di Nanarìa è una commedia drammatica per ragazzi italiana,  trasmessa in anteprima a partire dal 31 marzo 2023 su Rai Play e messa in onda dal 3 aprile 2023 su Rai Gulp.

## Trama
La serie parla di Arianna che scopre di essere dislessica mentre comincia le scuole medie. Grazie a un corso di teatro organizzato dal suo istituto e gestito da Nora, cui decide di partecipare trascinata dalla sua migliore amica, Gaia, la ragazzina riuscirà ad affrontare con determinazione e creatività le prove che la dislessia comporta nella lettura e nello studio. Una serie attenta ai temi dell'inclusione e dei bisogni educativi speciali.

## Episodi
| Stagione       | Episodi | Prima visione |
| -------------- | ------- | ------------- |
| Prima stagione | 15      | 2023          |

## Personaggi e interpreti
- Arianna Careti, interpretato da Valentina Filippeschi (stagione 1-in corso).  Frequenta la prima media e trascinata da Gaia, frequenta il corso di teatro gestito da Nora. All'inizio del corso per aver commesso un errore di scrittura, comincerà a chiamarsi Nanaria e deciderà che sarà il suo nome d'arte. Dopo aver cominciato il corso, Nora si accorgerà che nota dei segnali di dislessia e parlando con la madre di Arianna e dopo aver fatto le varie analisi, scoprono che essa è dislessica. All'inizio, Arianna non vuole consegnare la certificazione per paura delle prese in giro intrattenute dai suoi compagni di classe, ma successivamente dopo che ha notato le difficoltà nello studio e nella didattica, chiede a sua madre di consegnarla. Durante il corso di teatro conosce molti amici, fra cui Riccardo e Marzio. Con quest'ultimi e Gaia, decidono di fondare un gruppo nominato: ''I pesci volanti''. Arianna gestisce un canale virtuale, dove pubblica quotidianamente contenuti riguardanti la sua vita. Quest'ultima avrà una cotta per Francesco e dovrà battersi per stare con lui mettendosi contro Victoria e Micaela, le sue peggiori nemiche.
- Gaia, interpretato da Giulietta Rebeggiani (stagione 1-in corso).  È la migliore amica di Arianna. Assieme a lei frequenta il corso di teatro gestito da Nora. Frequenta la prima media ed è la compagna di classe di Arianna. È la prima a sapere che Arianna è dislessica e la aiuta a superare le sue difficoltà. Durante il corso di teatro conosce molti amici, fra cui Riccardo e Marzio. Con quest'ultimi e Arianna, decidono di fondare un gruppo nominato: ''I pesci volanti''. Assieme ad Arianna, i peggior nemici di Gaia sono Victoria e Micaela.
- Riccardo, interpretato da Luca Charles Brucini (stagione 1-in corso). È un compagno di teatro di Arianna. Gli piace il calcio e gli piace stare con Gaia, la quale lo rifiuta continuamente. È il miglior amico di Marzio e assieme a lui frequenta il corso di teatro gestito da Nora. Frequenta la prima media ed è il compagno di classe di Marzio. Assieme a Gaia, è il primo a sapere che Arianna è dislessica e durante le lezioni di teatro la aiuta a recitare. Durante il corso di teatro conosce molti amici, fra cui Francesco e Marzio. Con quest'ultimi e Arianna, decidono di fondare un gruppo nominato: ''I pesci volanti''.
- Francesco, interpretato da Nicolò Medori (stagione 1-in corso).  È un amico di Arianna. Ha dei problemi con la famiglia e nel finale della prima stagione, scoprirà che i suoi genitori si divorziano e il padre si metterà insieme alla madre di Victoria. Avrà dei contrasti con Arianna, ma insieme a lei riuscirà a superarli. Sarà l'ultimo a sapere che Arianna e dislessica e dopo questa notizia, rimmarà molto deluso dal suo comportamento. Frequenta la prima media e partecipa al corso di teatro gestito da Nora. Durante il corso di teatro, conosce molti amici, fra cui Gaia, Riccardo e Marzio. Con quest'ultimi e Arianna, decidono di fondare un gruppo nominato: ''I pesci volanti''.
- Marzio, interpretato da Niccolò Miscusi (stagione 1-in corso).  È un compagno di teatro di Arianna. È il miglior amico di Riccardo e assieme a lui frequenta il corso di teatro gestito da Nora. Frequenta la prima media ed è il compagno di classe di Riccardo. Assieme a Gaia e Riccardo, è il primo a sapere che Arianna è dislessica e durante le lezioni di teatro la aiuta a recitare. Durante il corso di teatro, conosce molti amici, fra cui Gaia e Arianna. Con quest'ultimi e Arianna, decidono di fondare un gruppo nominato: ''I pesci volanti''.
- Victoria, interpretato da Martina Galluccio (stagione 1-in corso). È la peggior nemica di Arianna e si detestano dalle elementari. Fa coppia con Micaela, con la quale cercherà di ostacolare in qualsiasi modo Arianna durante il corso di teatro. È la compagna di classe e migliore amica di Micaela. Durante il corso di teatro, mentre Victoria e Micaela si preparavano alla scelta per lo spettacolo di fine anno, la mamma di Victoria rivela ad essa che Arianna è dislessica e che non potrà mai parteciparci. Dopo una sconfitta con Arianna per la scelta dello spettacolo di fine anno, Victoria rivela a tutto il corso che Arianna è dislessica. Francesco ne rimane deluso e decide di non stare più con Arianna, ma stare con Victoria. Quest'ultima ha una cotta per Francesco e si batterà con Victoria per ottenerlo a tutti i costi.
- Micaela, interpretato da Azzurra Dottori (stagione 1-in corso).  Fino alle puntate finali, Micaela è la peggior nemica di Arianna e fa coppia con Victoria. Dopo aver notato il comportamento persecutorio e maleducato di Victoria nei confronti di Arianna, decide di stare dalla parte di quest'ultima, ma tiene molto all'amicizia con Victoria a tal punto che Victoria la costringe a sabotare lo spettacolo di fine corso. È la compagna di classe e migliore amica di Victoria. Frequenta il corso di teatro e per lo spettacolo di fine anno, aiuterà Arianna e i suoi amici per la buon riuscita dell'opera.
- Nora, interpretato da Francesca Carrain (stagione 1-in corso).  È la maestra del corso di teatro e svolge le mansioni come insegnante di teatro ai ragazzi del corso. È stata un'educatrice e ha lavorato con i ragazzi dislessici o con bisogni educativi speciali, per questo con alcuni segnali all'inizio del corso di teatro si accorge subito che Arianna è dislessica. Nora è sempre molto disponibile con i suoi ragazzi e gli aiuterà per la buon riuscità dello spettacolo di fine anno.

## Produzione
La serie televisiva è prodotta da Rai Kids con la collaborazione di Aurora TV e il patroncino dell'Associazione Italiana della Dislessia. Il progetto viene ideato dagli sceneggiatori Fabrizio Lucherini e Beatrice Valsecchi, mentre la produzione viene affidata a Benedetta Fabbri e Giannandrea Pecorelli, già produttore della serie televisiva di successo Il paradiso delle signore. Il montaggio è stato fatto da Davide Vizzini, mentre le musiche da Lorenzo Tomio.